# Neuhütten (Bawaria)
Neuhütten – miejscowość i gmina w Niemczech, w kraju związkowym Bawaria, w rejencji Dolna Frankonia, w regionie Würzburg, w powiecie Main-Spessart, wchodzi w skład wspólnoty administracyjnej Partenstein. Leży w Spessart, około 27 km na północny zachód od Karlstadt, przy drodze B26 linii kolejowej Frankfurt nad Menem – Würzburg.

## Dzielnice
W skład gminy wchodzą dwie dzielnice: 
- Forst Lohrerstraße
- Neuhütten

## Demografia
| Rok  | Liczba mieszk. |
| ---- | -------------- |
| 1970 | 1023           |
| 1987 | 1092           |
| 2000 | 1271           |
| 2005 | 1258           |

## Oświata
(na 1999)

W gminie znajduje się 100 miejsc przedszkolnych (wszystkie zajęte).